# سلمى فايد
سلمى فايد (من مواليد 10 آب/أغسطس 1985 في القاهرة) هي شاعرة مصريّة. صدرت لها عددٌ من الدواوين الشعريّة لعلَّ أبرزها ديوان «ذاكرة نبي لم يرسَل» الذي تُوجّت عنه بعددٍ من الجوائز المحليّة في داخل مصر والعربيّة وكذا ديوان «كوابيس ما بعد الخطأ» فضلًا عن ديوان «عزلة الغريب» كما صدرت لها عددٌ من الروايات أشهرها روايةُ «ميلاد الأوركيد» ورواية «الرباط الأسود».

## المسيرة المهنيّة
نشرت سلمى فايد في وقتٍ ما أشهر أعمالها وهو ديوانٌ شعريّ حمل عنوان «ذاكرة نبي لم يرسل» الذي صدر عن دار روافد للنشر والتوزيع، كما نشرت عن نفس الدار ديوانًا شعريًا ثانيًا حمل عنوان «كوابيس ما بعد الخطأ» وهو الديوان الذي ضمَّ عددًا من قصائد الشاعرة. نشرت سلمى في وقتٍ ما أيضًا ديوانًا ثالثًا حمل عنوان «عزلة الغريب » عن الدار العربية للعلوم ناشرون في 176 صفحة وفيه كتبت قصائد عن عزلة الذات وأنين الأوطان عبر مشهدية شعرية مؤطرة بالرؤى الباحثة عن طبيعة الشرط الإنساني بكل عبثيته ولا جدواه، وتأمل في الإشكاليات الكونية والوجودية المعبرة عن قلق الذات والبحث عن وجوه الحقيقة الإنسانية المستترة تحت قناع زائف. حاولت سلمى في هذا الديوان عبر رحلة طويلة اكتشاف الذات لمعرفة الكينونة الإنسانية في علاقتها الملتبسة مع الموت والروح والحياة. ضمَّ الديوان 23 قصيدة في الشعر العربي الحديث كانت أبرزها: "بداية"، "آخر صفحة"، "من أين كان البيت"، "من أجل هذا قد يكون الانتحار"، "نُصل"، "حبل"، "بارود"، "قطار"، "سمّ"، "لماذا تصعب الذكرى"، (...) وقصائد أخرى.
انتقلت سلمى لعالم الرواية فنشرت أولى رواياتها التي حملت العنوان «ميلاد الأوركيد» عن دار المصري للنشر والتوزيع، فضلًا عن رواية ثانيّة هي «الرباط الأسود» عن دار نون للنشر والتوزيع، وهي الرواية التي تتحدثُ فيها عن المدينة الكثيفة بأضوائها مختلفة الألوان، وبشوارعِها الضيقة. تعيشُ فيها فتاةٌ ما زالت لا تدري شيئًا عمّا حدث منذ حوالي ثلاثة أشهر في بقعةٍ هامشيّة على جانب المدينة، بالتحديد في ذلك الشارع المعتم إلا أنه لا يكاد يبلغ رواقًا في بيتٍ من بيوتِ المدينة الغافلة، مدينةِ ذواتِ البيوتِ المضيئة والسيارات صاخبة الصوت كما عرَّفت بروايتها في صفحة الغلاف.

## آراء
ترى سلمى فايد أنَّ فاعليّة أداء المؤسّسات الثقافيّة تتراجعُ بشكلٍ ملحوظ بل ترى أنها تساهم مباشرة في إفساد الذائقة العامّة وتهديد الثقافة الجماهيريّة، ذلك أنّها تقبل بالخضوع تحت طائلة الفساد الحكوميّ وتعجز عن المواجهة وخوض معارك الإصلاح. تنتقدُ سلمى كيف أنها اليوم لا تستطيعُ أن تجد منصّة ثقافيّة معرفيّة تجتمع الآراء على نزاهتها ولا أن تجدَ مجلّة أو جريدة واسعة الانتشار، نزيهة المبادئ، عظيمة القيمة تختصّ بنشر الإبداع العربيّ أو حتى المصريّ كما تقول.
عرَّجت سلمى في وقتٍ ما من الشعر نحو الرواية فكتبت روايةً وحيدةً تقول عن سبب كتابتها أنها كانت في حاجة إلى التخفيف من أزمةٍ كانت توشكُ أن توقِعها في فخّ التكرار. مع ذلك ترفضُ سلمى أن تتخلَّى عن الشعر وأن تتوجّه لمجال الرّواية وفقط، كما أنها لا تُعارض الجمع بين الشّكلين. ترى الشاعرة المصريّة أنه اليوم وبسبب الانفتاح الهائل على الوسائل التكنولوجيّة الحديثة وما سمَّتهُ الغزو الفضائيّ، أصبح جمهور الشِّعر أقل أكثر فأكثر.
تعتقدُ سلمى فايد كغيرها من عددٍ من الشعراء أنَّ القصيدة تُبنى بالمضمونِ والشَّكل معًا، وليس بأحدِهما من دونَ الآخر. لا تعترف فايد بأن ثمة مناطق محظورة في الشعر وتقول: «الشَّاعرُ لا يعرف الممنوع، ولا يعترف بالسّائد أو التقليديّ، كلّ أزمةٍ حقيقيّة تنتجُ عنها قصيدة جيّدة لا بدّ من الاحتفاء بها وتقديرها من دون الرّجوع إلى قائمة الأعراف والممنوعات.»

## الجوائز
حصلت الشاعر المصرية سلمى فايد عام 2016 على جائزة الدولة التشجيعية في فرع الآداب عن ديوان «ذاكرة نبي لم يرسَل»، لتُصبح بذلك أول وأصغر شاعرة تنال هذه الجائزة.

## قائمة أعمالها
هذه قائمةٌ بأبرز أعمال الشاعرة المصريّة سلمى فايد:
الدواوين الشعريّة
- ذاكرة نبي لم يرسل
- كوابيس ما بعد الخطأ
- عزلة الغريب

الروايات
- ميلاد الأوركيد
- الرباط الأسود

عناوين أبرز القصائد
- بلا فائدة
- وأنتَ تَعُدُّ أصابِعَ ظَلِّكَ
- مِن أينَ تنزِفُ؟
- احتمال
- فاتِحًا عَينَيّ أحلُم
- رياحُ الغربِ من جِهةِ الشّمالِ
- للمرة الأولى
- حُمّى
- وأينَ الحَياةْ؟
- كَمَا لا يُحِبّ
- سُلالاتٌ أَخِيرة
- كسرٌ بالِغٌ في السَّاقْ
- صاروا جِبالًا واستراحوا
- الماءُ أحمر
- لا ينظُرونَ إلى الوَرَاء (كَهف)
- رائحةُ الحُلم
- قبل الحكاية
- غايةُ ما في الأمر
- قبلَ فواتِ اللحظة
- كي لا يجف الدم